# No Remorse (песня)
No Remorse (с англ. — «Нет угрызений совести») — песня американской трэш-метал-группы Metallica из их дебютного альбома Kill 'Em All. Является восьмой песней в альбоме.

## Запись
16 марта 1983 года была записана демозапись, на которой впервые появились такие песни как «Whiplash» и «No Remorse». Эта последняя запись группы с Дэйвом Мастейном и единственная запись, в которой участвовали и Мастейн, и Бёртон.
У демо есть три названия: «Megaforce demo» — из-за контракта с Megaforce, «The KUSF Demo» — из-за того что она была сыграна на KUSF FM в Сан-Франциско, а также «Whiplash/No Remorse Demo». Кроме того, по сути, это демо являлось домашним заданием Марка Уитакера (менеджера Exodus). Так что запись группе ничего не стоила и на тот момент считалась лучшей из того, что у них было.

## Музыка и текст
Песня начинается с гитарного соло Хэммета, перетекающего в основной рифф. Между куплетами и припевами темп ненадолго замедляется. После второго припева идёт второе соло Хэммета и более быстрый рифф, затем третий куплет и припев. На 4:45 Хетфилд кричит «Attack!», и песня заметно ускоряется, переходя в треш-метал. Песня заканчивается долгим «No remorse» Хетфилда и сбивкой Ульриха.
Текст песни посвящён войне. Лирический герой — солдат, убивающий других без зазрения совести, воспринимающий гибель людей и свою смерть как должное.

## Участники записи
- Джеймс Хэтфилд — гитара, вокал
- Ларс Ульрих — барабаны
- Кирк Хэмметт — гитара
- Клифф Бёртон — бас-гитара